# Gavin Kyle Green
Gavin Kyle Green (28 december 1993) is een golfer uit Maleisië. In maart 2013 staat hij op nummer 52 van de wereldranglijst.
Gavin begon met golf toen hij 7 jaar was.
In 2008 liep de toen 14-jarige Gavin door een glazen deur. Hierbij verloor hij bijna zijn neus. Een plastisch chirurg zette de neus weer vast en na drie dagen mocht hij het ziekenhuis verlaten. Twee weken later speelde hij weer op zijn golfclub en een week later won hij het US Kids Teen World Championship op Pinehurst. 
Gavin kreeg een volle studiebeurs en ging in 2011 naar de Universiteit van Nieuw-Mexico. Hij speelt college-golf en NCAA-toernooien.
In 2012 was hij de eerste Maleisiër in 15 jaar die het Maleisisch Amateur won, het leverde hem 68 punten op voor de wereldranglijst, waarna hij in de top-50 stond. 
In 2013 was hij de beste amateur in het Maleisisch Open en won hij de Selangor Masters. Na drie overwinningen in 2014 stond hij nummer 28 op de wereldranglijst.

## Gewonnen
- 2008: US Kids Teen World Championship
- 2010: Kurnia Saujana Championship, Kuala Lumpur Amateur (strokeplay)
- 2011: Kuala Lumpur Internationaal Amateur (strokeplay), Kuala Lumpur Amateur (strokeplay), Kurnia Saujana Championship
- 2012: Malaysian Amateur Open (strokeplay), Kurnia Saujana Championship,  PGM Vascory Templer Park Championship
- 2013: Selangor Masters, Putra Cup , William H Tucker Intercollegiate
- 2014: William H Tucker Intercollegiate, UTSA Lone Star Invitational, Mountain West Championship

## Teams
- Eisenhower Trophy